# Гладкошёрстная выдра
Гладкошёрстная выдра, или индийская выдра (лат. Lutra perspicillata), — хищное млекопитающее семейства куньих, ведущее полуводный образ жизни.
Как указывает название, мех этого вида более гладкий и короткий, чем у других выдр.

## Экология и распространение
Данный вид обитает от востока Индии до Юго-Восточной Азии, также встречается в некоторых районах Ирака.
Гладкошёрстные выдры селятся в районах, где много водоёмов — торфяных болот, больших лесных рек, озёр и рисовых полей. Они хорошо приспособились к жизни рядом с водой, но, тем не менее, комфортно чувствуют себя и на земле, и могут перемещаться на большие расстояния по суше в поисках подходящего места обитания.
Своё логово гладкошёрстная выдра устраивает в норах или скальных отвалах. Некоторые из них могут построить постоянное логово вблизи воды, которое похоже на жилище бобра, с подводным входом и туннелем, который ведет в гнездо над водой.

## Защита вида
Гладкошёрстная выдра является уязвимым видом. Ареал и численность гладкошёрстной выдры сокращается из-за уменьшения водно-болотных угодий, браконьерства и загрязнения водных путей пестицидами.

## Описание
Гладкошёрстная выдра самая крупная из всех выдр Юго-Восточной Азии, она весит 7—11 кг и достигает 1,3 м в длину.
Как и другие выдры, гладкошёрстные выдры имеют перепончатые пальцы и сильные лапы с острыми когтями.
Шерсть этой выдры короче и более гладкая, чем у других видов выдр. Мех от светло- до тёмно-коричневого вдоль спины, а снизу светло-коричневого, иногда достигает почти серого цвета.

## Диета
Гладкошёрстные выдры едят насекомых, червей, ракообразных, лягушек, грызунов, птиц, но предпочитают рыбу и рептилий. Рыбы составляют от 75 до 100 % диеты выдры.

## Размножение
Гладкошёрстные выдры образуют прочные моногамные пары. Конкретного периода спаривания у гладкошёрстной выдры неизвестно, но, когда выдры зависят от муссонов, размножение происходит между августом и декабрем. Беременность длится 61—65 дней. В помёте рождаются от двух до пяти детенышей. При рождении детеныши слепые и беспомощные, но через тридцать дней их глаза открываются, а ещё через шестьдесят дней детеныши могут плавать. Половая зрелость достигается в возрасте двух лет.

## Хозяйственное значение
В Бангладеш ручных гладкошёрстных выдр используют в рыболовстве: выдры (в количестве трёх-пяти), привязанные поводками к длинной палке, сгоняют рыбу к сетям, которые и вытягивают рыбаки. Довольно часто наряду со взрослыми выдрами используют и их детёнышей. Их, в отличие от взрослых особей, не привязывают, так как они всё равно плывут к родителям. Такой же способ ловли рыбы практиковался в Китае в VII веке до н. э.